# Raïon de Tomari
Le raïon de Tomari (russe : Томаринский райо́н) est l'une des dix-sept subdivisions administratives (raïons) de l'oblast de Sakhaline, à l'est de la Russie. En tant que division municipale, il est intégré à l'okroug urbain de Tomari. Il est situé à l'ouest de l'oblast. Sa superficie est de 3 169,3 km2. Son centre administratif est la ville de Tomari. La population du raïon était de 9 457 (2010); 11 678 (2002) 17 823 (1989).